# مردم‌سالاری شدن

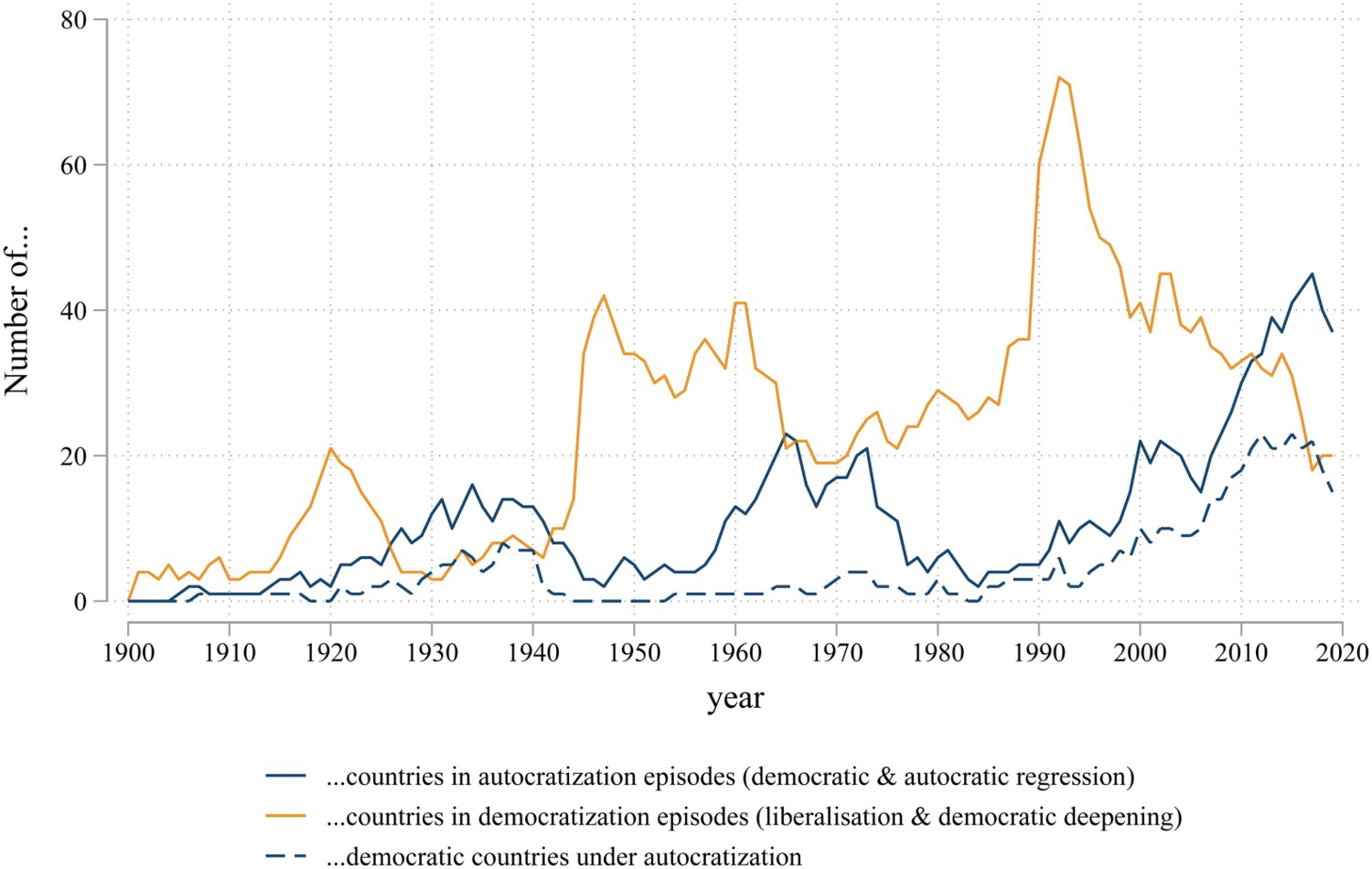
از سال ۱۹۰۰ میلادی، تعداد کشورهای در حال گذار به مردم‌سالاری (زرد) بیشتر از کشورهای خودکامه (آبی) بوده‌است، به جز در اواخر دهه ۱۹۲۰ میلادی تا ۱۹۴۰ میلادی و از سال ۲۰۱۰ میلادی تاکنون.

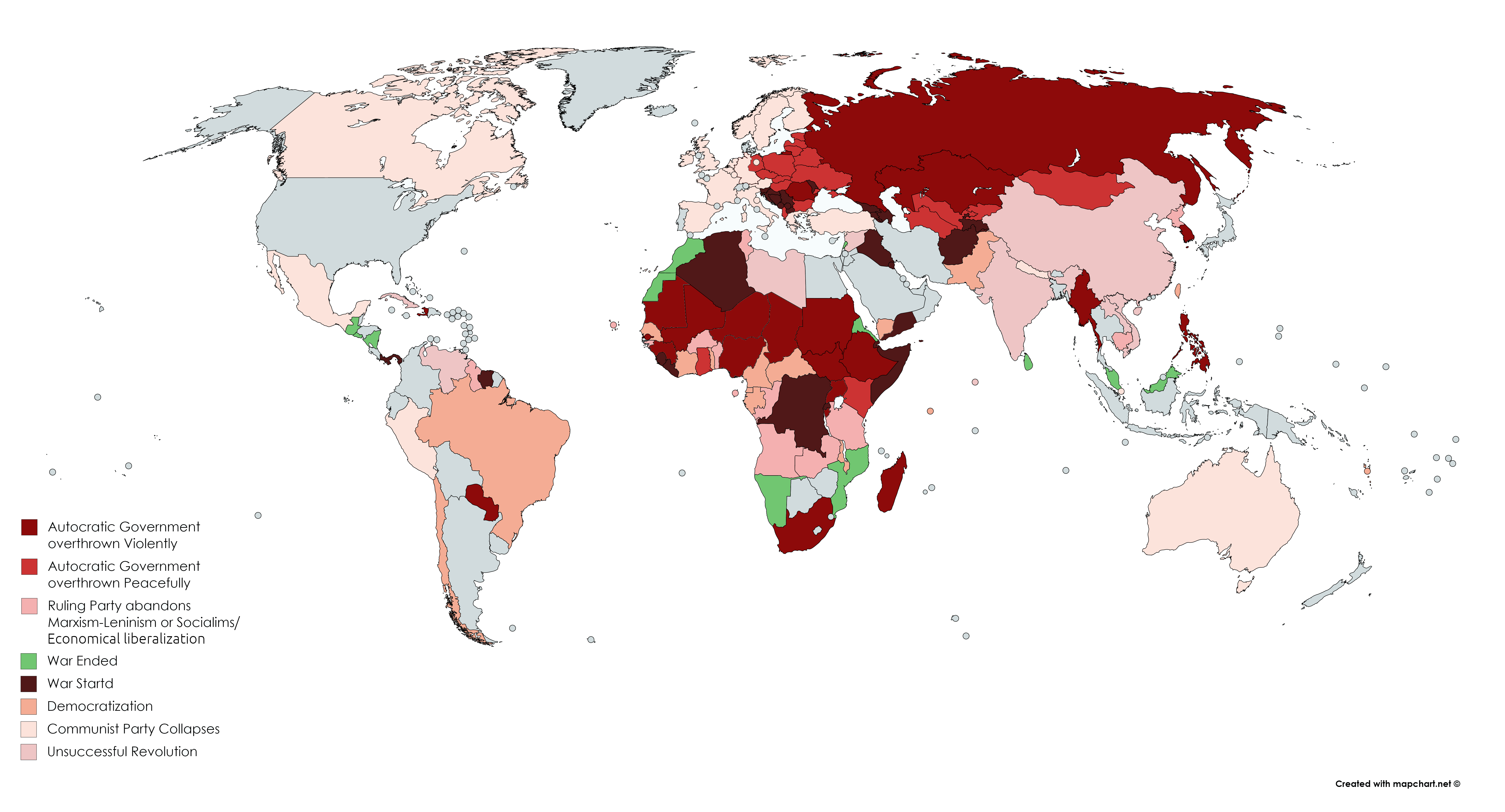
نقشه نشان دهنده مردم‌سالار شدن کشورها پس از جنگ سرد.

مردم‌سالاری شدن (به انگلیسی: Democratization)، دِموکراتیزاسیون (به فرانسوی: démocratisation) یا دموکراتیک شدن، دموکراتیزه شدن، گذار به دموکراسی، یا گذار به یک نظام سیاسی دموکراتیک (مردم‌سالار) است و شامل تغییرات سیاسی بنیادی می‌شود که در جهتی دموکراتیک حرکت می‌کنند. ممکن است گذار از یک رژیم اقتدارگرا به یک دموکراسی کامل، گذار از یک نظام سیاسی استبدادی به نیمه دموکراسی یا گذار از یک نظام سیاسی نیمه استبدادی به یک نظام سیاسی دموکراتیک باشد.
نتیجه دموکراتیک شدن ممکن است تثبیت شود (برای نمونه در انگلستان) یا دموکراتیک شدن ممکن است با معکوسیت‌های مکرر مواجه شود (مانند شیلی). الگوهای مختلف دموکراسی‌سازی اغلب برای توضیح سایر پدیده‌های سیاسی، مانند این استفاده می‌شود که آیا یک کشور به سمت جنگ می‌رود یا اینکه آیا اقتصاد آن رشد می‌کند.
اینکه آیا و تا چه حد دموکراتیک‌شدن رخ می‌دهد به عوامل مختلفی از جمله توسعه اقتصادی، میراث تاریخی، جامعه مدنی و فرایندهای بین‌المللی نسبت داده شده‌است. برخی گزارش‌ها از دموکراسی‌سازی تأکید می‌کنند که چگونه نخبگان دموکراتیزه‌سازی را پیش بردند، در حالی که گزارش‌های دیگر بر فرایندهای مردمی از پایین به بالا تأکید می‌کنند.
روند مخالف دموکراتیک ‌شدن به نام عقب‌نشینی دموکراتیک یا اقتدارگرا ساختن شناخته می‌شود.

## علل و دلایل
بحث‌های چشمگیری در مورد عوامل مؤثر بر دموکراسی (مثلاً ترویج یا تحدید آن) وجود دارد. عوامل اقتصادی، فرهنگی و تاریخی به عنوان عوامل اثرگذار بر این فرایند ذکر شده‌است.

### توسعه اقتصادی و مدرن‌سازی
پژوهشگرانی مانند سیمور مارتین لیپست، کارلز بوکس، سوزان استوکس، دیتریش روشمایر، اولین استیفنز و جان استفنز استدلال می‌کنند توسعه اقتصادی احتمال دموکراسی‌سازی را افزایش می‌دهد. در ابتدا این استدلال توسط لیپست در سال ۱۹۵۹ میلادی استدلال شد، سپس به عنوان نظریه مدرنیزاسیون (modernization theory) شناخته شد. به گفته دانیل تریزمن، «رابطه قوی و ثابتی بین درآمد بالاتر و هم دموکراتیزه شدن و هم بقای دموکراتیک در میان مدت (۱۰ تا ۲۰ سال) وجود دارد ولی نه لزوماً در بازه‌های زمانی کوتاه‌تر.» رابرت دال استدلال می‌کرد اقتصادهای بازار آزاد شرایط مطلوبی را برای نهادهای دموکراتیک فراهم می‌کنند.
تولید ناخالص داخلی / سرانه بالاتر با دموکراسی همبستگی دارد و برخی ادعا می‌کنند ثروتمندترین دموکراسی‌ها هرگز در معرض اقتدارگرایی قرار نگرفته‌اند. ظهور آدولف هیتلر و حزب ناسیونال سوسیالیست کارگران آلمان در وایمار آلمان را می‌توان به‌عنوان یک مثال مخالف و آشکار این استدلال در نظر گرفت. اگرچه در اوایل دهه ۱۹۳۰ میلادی، آلمان یک اقتصاد پیشرفته بود ولی در آن زمان، این کشور نیز تقریباً بعد از آن در وضعیت بحران اقتصادی به سر می‌برد این بحران‌های اقتصادی در نهایت با جنگ جهانی اول (در دهه ۱۹۱۰ میلادی)، و با تأثیرات رکود بزرگ بدتر شد. همچنین این مشاهدات کلی وجود دارد که نظامی دموکرات تا قبل از انقلاب صنعتی بسیار نادر بوده‌است؛ بنابراین تحقیقات تجربی بسیاری را به این باور رساند که توسعه اقتصادی شانس گذار به دموکراسی را افزایش می‌دهد (نظریه مدرنیزاسیون یا modernization theory)، یا به تحکیم دموکراسی‌های تازه تأسیس کمک می‌کند. یک مطالعه نشان می‌دهد توسعه اقتصادی باعث دموکراسی‌سازی می‌شود ولی فقط در میان‌مدت (۱۰ تا ۲۰ سال). این بدین دلیل است که توسعه ممکن است رهبر سیاسی فعلی را تثبیت کند ولی در هنگام خروج وی از قدرت، تحویل دولت به پسر یا دستیار مورد اعتماد وی دشوارتر می‌شود. با این حال، بحث در مورد اینکه آیا دموکراسی پیامد ثروت است، علت آن، یا هر دو فرایند به هم مرتبط نیستند، به دور از قطعیت است. مطالعه دیگری نشان می‌دهد که توسعه اقتصادی به ثبات سیاسی یک کشور برای ترویج دموکراسی بستگی دارد. کلارک، رابرت و گلدر در فرمول‌بندی مجدد مدل آلبرت هیرشمن از خروج، صدا و وفاداری (Albert Hirschman's model of Exit, Voice and Loyalty) توضیح می‌دهند که چگونه افزایش ثروت در یک کشور به خودی خود بر روند دموکراتیزاسیون تأثیر نمی‌گذارد، بلکه تغییرات در ساختارهای اجتماعی-اقتصادی است. که با افزایش ثروت همراه می‌شوند. آنها توضیح می‌دهند که چگونه این تغییرات ساختاری به عنوان یکی از دلایل اصلی دموکراتیک شدن چندین کشور اروپایی خوانده شده‌است. زمانی که مدرن‌سازی و انقلاب صنعتی بخش کشاورزی را کارآمدتر کرد و ساختارهای اجتماعی-اقتصادی آنها را تغییر داد، سرمایه‌گذاری‌های بزرگتری از زمان و منابع برای بخش‌های تولیدی و خدماتی استفاده شد. برای مثال، در انگلستان، اعضای نجیب‌زاده شروع به سرمایه‌گذاری بیشتر بر روی فعالیت‌های تجاری کردند که به آنها امکان داد از نظر اقتصادی برای دولت اهمیت بیشتری پیدا کنند. این نوع جدید از فعالیت‌های تولیدی با قدرت اقتصادی جدیدی همراه شد، زیرا شمارش دارایی‌ها برای دولت دشوارتر شد و بنابراین مالیات آن نیز دشوارتر شد. به همین دلیل، اقتدارگرایی دیگر امکان‌پذیر نبود و دولت مجبور بود با نخبگان اقتصادی جدید برای استخراج درآمد مذاکره کند. یک معامله پایدار باید انجام می‌شد زیرا دولت بیشتر به شهروندان خود و وفاداری آنان وابسته شد و با این اتفاق، شهروندان اکنون اهرم‌هایی داشتند که باید در فرایند تصمیم‌گیری برای کشور مورد توجه قرار گیرند. 
آدام پرژورسکی و فرناندو لیمونگی استدلال می‌کنند که در حالی که توسعه اقتصادی باعث می‌شود دموکراسی‌ها کمتر به اقتدارگرایی تبدیل شوند، شواهد کافی برای نتیجه‌گیری اینکه توسعه باعث دموکراسی شدن (تبدیل یک دولت استبدادی به دموکراسی) می‌شود، وجود ندارد. اوا بلین استدلال می‌کند تحت شرایط خاص، بورژوازی و کارگران به احتمال زیاد طرفدار دموکراسی‌سازی هستند، اما در شرایطی دیگر طرفدار آن نیستند. توسعه اقتصادی می‌تواند حمایت عمومی از رژیم‌های استبدادی را در کوتاه مدت تا میان مدت افزایش دهد. اندرو ناتان استدلال می‌کند چین یک مورد مشکل ساز برای این تز است که توسعه اقتصادی باعث دموکراتیک شدن می‌شود. مایکل میلر دریافت که توسعه اقتصادی احتمال «دموکراتیزه شدن در رژیم‌هایی که شکننده و ناپایدار هستند را افزایش می‌دهد، اما این توسعه اقتصادی احتمال شروع این شکنندگی را کمتر می‌کند.»
تحقیقاتی وجود دارد که نشان می‌دهد شهرنشینی بیشتر، از طریق مسیرهای مختلف، به دموکراسی‌سازی کمک می‌کند. یک مطالعه در سال ۲۰۱۶ میلادی نشان داد که موافقت نامه‌های تجاری ترجیحی (preferential trade agreements یا PTA) «دموکراتیک شدن یک کشور را تشویق می‌کند، به ویژه اگر شرکای PTA خود دموکراسی باشند.»
آزادسازی در حکومت‌های استبدادی در کشورهایی که از مزیت نقطه شروع بهتری در رابطه با نهادهای سیاسی، تولید ناخالص داخلی و آموزش برخوردار بودند، به احتمال زیاد موفقیت آمیزتر است. این کشورهای امتیاز و مزیت دارتر (داشتن مزیت نقطه شروع بهتر) همچنین می‌توانستند اصلاحات کلیدی را با سرعت بیشتری انجام دهند و حتی در مناطقی که هیچ مزیت اولیه‌ای نداشتند، می‌توانستند این کار را انجام دهند. این نشانگر وجود اثر متیو در علوم سیاسی است: به کشورهایی که قبلاً داشته‌اند، بیشتر داده می‌شود.
یک فراتحلیل توسط جراردو ال. مونک از تحقیق در مورد استدلال لیپست نشان می‌دهد که اکثر مطالعات این تز را که سطوح بالاتر توسعه اقتصادی منجر به دموکراسی بیشتر می‌شود را پشتیبانی نمی‌کنند.

### برابری و نهادهای فراگیر
«Acemoglu» و «رابینسون» استدلال کردند که رابطه بین برابری اجتماعی و گذار دموکراتیک پیچیده‌است: مردم انگیزه کمتری برای شورش در یک جامعه برابری طلب (مثلاً سنگاپور) دارند، بنابراین احتمال دموکراتیزه شدن کمتر است. در یک جامعه به شدت نابرابر (به عنوان مثال، آفریقای جنوبی تحت آپارتاید)، توزیع مجدد ثروت و قدرت در یک دموکراسی به قدری برای نخبگان مضر است که آنها هر کاری را برای جلوگیری از دموکراسی‌سازی انجام می‌دهند. دموکراسی‌سازی به احتمال زیاد در جایی در میانه ظهور می‌کند، در کشورهایی که نخبگان آنها امتیازاتی را ارائه می‌دهند، زیرا (۱) تهدید یک انقلاب را معتبر می‌دانند و (۲) هزینه دادن امتیازات را خیلی زیاد نمی‌دانند. این انتظار مطابق با تحقیقات تجربی است که نشان می‌دهد دموکراسی در جوامع برابری طلب پایدارتر است.

### فرهنگ
برخی ادعا می‌کنند که فرهنگ‌های خاص صرفاً برای ارزش‌های دموکراتیک بیشتر از دیگران مساعدت می‌کنند. این دیدگاه احتمالاً قوم گرا است. به‌طور معمول، این فرهنگ غربی است که به عنوان «بهترین مناسب» برای دموکراسی ذکر می‌شود، در حالی که سایر فرهنگ‌ها حاوی ارزش‌هایی هستند که دموکراسی را دشوار یا نامطلوب می‌کنند. این استدلال گاهی اوقات توسط رژیم‌های غیر دموکراتیک برای توجیه شکست خود در اجرای اصلاحات دموکراتیک استفاده می‌شود. اما امروزه بسیاری از دموکراسی‌های غیر غربی وجود دارند. نمونه‌ها عبارتند از: هند، ژاپن، اندونزی، نامیبیا، بوتسوانا، تایوان و کره جنوبی. تحقیقات نشان می‌دهد که «رهبران تحصیل کرده در غرب به‌طور قابل توجهی و اساسی چشم‌انداز دموکراتیک شدن یک کشور را بهبود می‌بخشند».
استیون فیش (Steven Fish) و رابرت بارو اسلام را به نتایج غیردموکراتیک مرتبط می‌دانند. با این حال، مایکل راس (Michael Ross) استدلال می‌کند که فقدان دموکراسی در برخی از بخش‌های جهان اسلام بیشتر به تأثیرات نامطلوب نفرین منابع مرتبط است تا اسلام. لیزا بلیدز (Lisa Blaydes) و اریک چانی (Eric Chaney)، تفاوت دموکراتیک بین غرب و خاورمیانه را به اتکای حاکمان مسلمان به مملوک (سربازان برده) مرتبط می‌دانند، در حالی که حاکمان اروپایی مجبور بودند برای نیروهای نظامی به نخبگان محلی تکیه کنند، بنابراین نخبگان در غرب قدرت چانه‌زنی بیشتری برای فشار بر دولت برای داشتن نماینده داشته‌اند.
رابرت دال (Robert Dahl) در کتاب «دربارهٔ دموکراسی یا On Democracy» استدلال کرد که کشورهای دارای «فرهنگ سیاسی دموکراتیک» بیشتر مستعد دموکراسی‌سازی و بقای دموکراتیک بوده‌اند. او همچنین استدلال کرد که همگنی و کوچکی فرهنگی به بقای دموکراتیک کمک می‌کند. با این حال، محققان دیگری این ایده را به چالش کشیده‌اند که دولت‌های کوچک و همگنی دموکراسی را تقویت می‌کنند.
یک مطالعه در سال ۲۰۱۲ میلادی نشان داد که مناطقی در آفریقا که مبلغان پروتستان در آن حضور دارند، بیشتر به دموکراسی پایدار تبدیل می‌شوند اما یک مطالعه در سال ۲۰۲۰ میلادی نتوانست این یافته‌ها را تکرار کند.

### سرمایه اجتماعی و جامعه مدنی

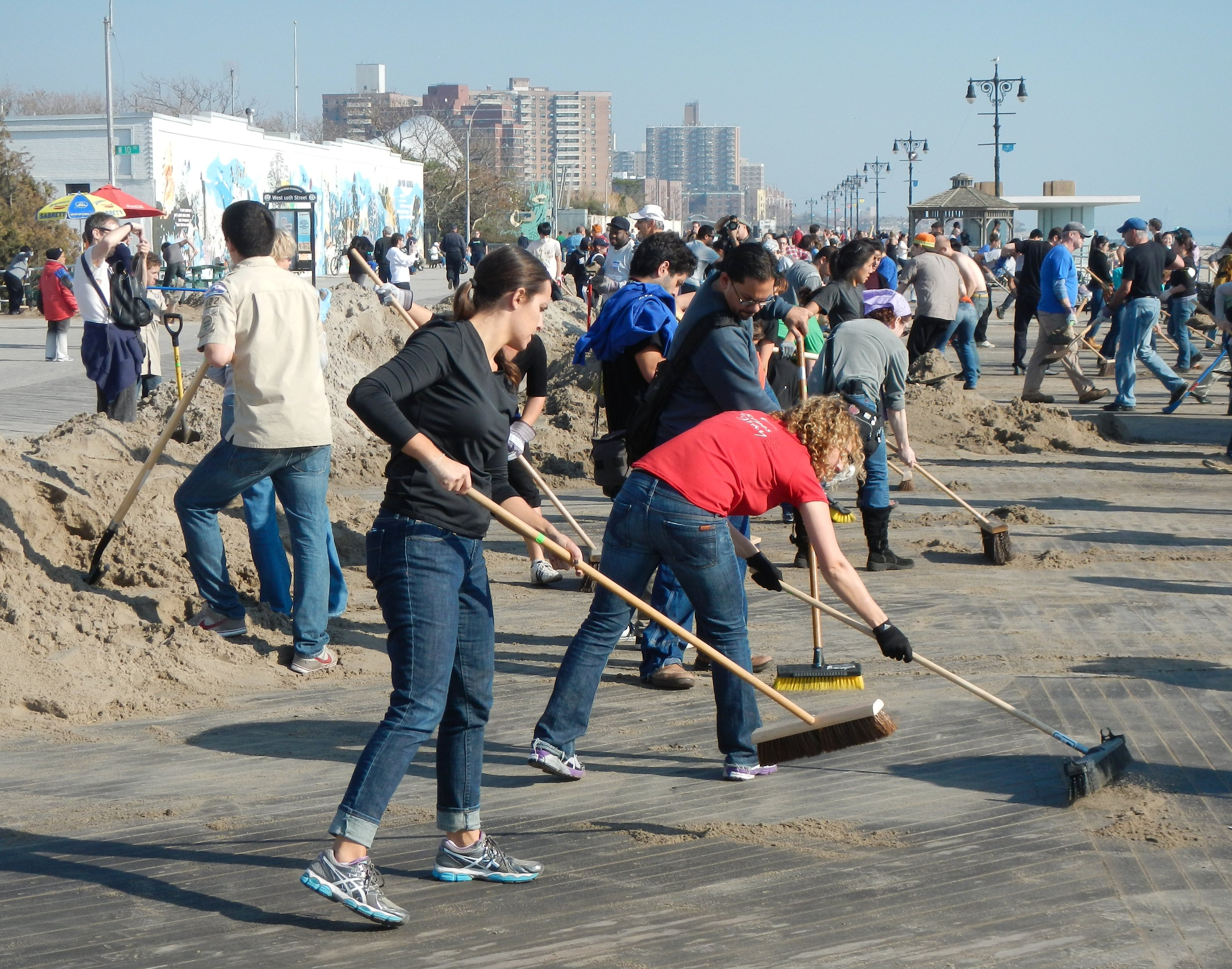
مشارکت مدنی، از جمله کار داوطلبانه، به دموکراسی‌سازی کمک می‌کند. این داوطلبان پس از طوفان سندی در ۲۰۱۲ میلادی در حال پاکسازی هستند.

رابرت پاتنام (Robert Putnam) استدلال می‌کند که ویژگی‌های خاص باعث می‌شود جوامعی که بیشتر «فرهنگ‌های مشارکت مدنی» دارند منجر به «دموکراسی‌های مشارکت‌کننده‌تر» می‌شوند. پاتنام استدلال می‌کند که جوامعی با «شبکه‌های افقی متراکم‌تر از انجمن‌های مدنی»، بهتر می‌توانند «هنجارهای اعتماد، تعامل متقابل و مشارکت مدنی» را که منجر به دموکراسی‌سازی و دموکراسی‌های مشارکتی با عملکرد خوب می‌شود، ایجاد کنند. پاتنام جوامعی با «شبکه‌های افقی متراکم» را در مقابل جوامعی با «شبکه‌های عمودی و روابط حامی و مشتری (patron-client relations)» قرار می‌دهد و ادعا می‌کند که بعید است اینگونه شبکه‌های اجتماعی فرهنگ مشارکت مدنی لازم برای دموکراسی‌سازی را بسازند.
شری برمن (Sheri Berman) نظریه یادشده پاتنام را رد کرده و نوشته‌است که در مورد جمهوری وایمار، جامعه مدنی ظهور حزب نازی را تسهیل کرد. تحقیقات تجربی بعدی از استدلال برمن پشتیبانی کرد. دانیل متینگلی (Daniel Mattingly)، دانشمند علوم سیاسی دانشگاه ییل، استدلال می‌کند که جامعه مدنی در چین به رژیم استبدادی در چین کمک می‌کند تا کنترل خود را تقویت کند.
تحقیقات نشان می‌دهد که اعتراضات دموکراسی‌خواه با دموکراسی سازی همراه است. یک مطالعه در سال ۲۰۱۶ میلادی نشان داد که حدود یک چهارم موارد اعتراضات دموکراسی بین سال‌های ۱۹۸۹ میلادی تا ۲۰۱۱ میلادی منجر به دموکراسی‌سازی شده‌است.

### مردم‌سالاری شدن نخبگان محور
محققان استدلال کرده‌اند که فرایندهای دموکراسی‌سازی ممکن است نخبگان محور یا توسط متصدیان اقتدارگرا به‌عنوان راهی برای حفظ قدرت نخبگان در میان خواسته‌های مردمی برای دولتی که نمایندگی مردم باشد انجام شود. اگر هزینه‌های سرکوب بیشتر از هزینه‌های واگذاری قدرت باشد، اقتدارگرایان ممکن است دموکراسی‌سازی و نهادهای فراگیر را انتخاب کنند. بر اساس یک مطالعه در سال ۲۰۲۰ میلادی، دموکرازیسیون به رهبری اقتدارگرایان در مواردی که قدرت حزب حاکم مستبد زیاد است، به احتمال زیاد منجر به دموکراسی پایدار می‌شود. با این حال، مایکل آلبرتوس (Michael Albertus) و ویکتور منالدو (Victor Menaldo) استدلال می‌کنند که دموکراسی‌سازی قوانینی که توسط اقتدارگرایان برون‌گرا اجرا می‌شود ممکن است دموکراسی را به نفع رژیم استبدادی و حامیانش مخدوش کند و در نتیجه نهادهای «بدی» را ایجاد کند که رهایی از شر آنها سخت است. به گفته مایکل کی. میلر(Michael K. Miller)، دموکراتیزاسیون نخبگان محور به ویژه در پی شوک‌های خشونت‌آمیز بزرگ (چه داخلی و چه بین‌المللی) محتمل است که راه‌هایی را برای بازیگران مخالف رژیم اقتدارگرا فراهم کند. دن اسلاتر (Dan Slater) و جوزف ورانگ (Joseph Wrong) استدلال می‌کنند که دیکتاتورها در آسیا تصمیم گرفتند اصلاحات دموکراتیک را زمانی که در موقعیت‌های قدرتمند قرار داشتند، به منظور حفظ و احیای قدرت خود اجرا کنند.
بر اساس مطالعه‌ای که توسط دانشمند علوم سیاسی دانیل تریزمن(Daniel Treisman) انجام شد، نظریه‌های تأثیرگذار دموکراسی‌سازی بیان می‌کنند که خودکامگان «عمداً تصمیم می‌گیرند قدرت را به اشتراک بگذارند یا تسلیم کنند. آنها این کار را برای جلوگیری از انقلاب، انگیزه دادن به شهروندان برای جنگیدن، تشویق دولت‌ها برای تأمین کالاهای عمومی، پیشی گرفتن از رقبای نخبگان، یا محدود کردن خشونت جناحی انجام می‌دهند. «مطالعه او نشان می‌دهد که در بسیاری از موارد، «دموکراسی‌سازی نه به این دلیل که نخبگان فعلی آن را انتخاب کردند، بلکه به این دلیل که در تلاش برای جلوگیری از رخ دادن آن، مرتکب اشتباهاتی شدند که قدرتشان را تضعیف شده رخ می‌دهد. اشتباهات متداول عبارتند از: برگزاری انتخابات یا شروع درگیری‌های نظامی و شکست در آن. نادیده گرفتن ناآرامی‌های مردمی و سرنگونی نظام خود؛ آغاز اصلاحات محدودی که از کنترل خارج می‌شود. و انتخاب یک دموکرات پنهان به عنوان رهبر. این اشتباهات منعکس کننده سوگیری‌های شناختی مانند اعتماد به نفس بیش از حد و توهم کنترل است.»

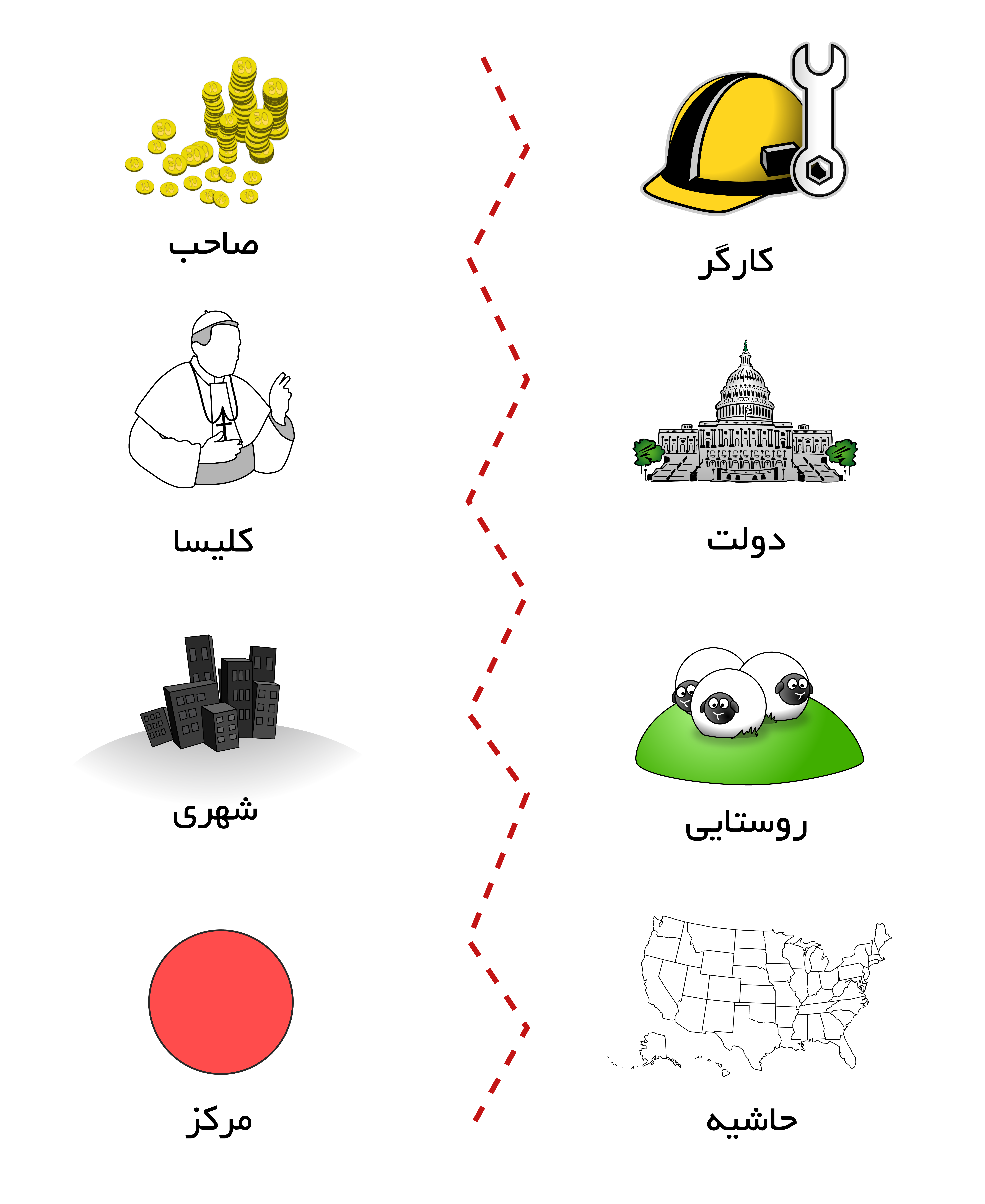
شکاف‌های سیاسی (اصطلاح و معادل انگلیسی آن در علوم سیاسی واژه «Cleavage» می‌باشد) در جوامع اروپای غربی بر اساس Lipset & Rokkan

شارون موکند (Sharun Mukand) و دنی رودریک(Dani Rodrik) بر این عقیده هستند که دموکراسییزیون نخبگان محور، لیبرال دموکراسی را تولید می‌کند. آنها استدلال می‌کنند که سطوح پایین نابرابری و شکاف‌های هویتی (identity cleavages) ضعیف برای ظهور لیبرال دموکراسی ضروری است. مطالعه‌ای در سال ۲۰۲۰ میلادی توسط دانشمندان علوم سیاسی از دانشگاه‌های آلمان نشان داد که دموکراسی‌سازی از طریق اعتراضات مسالمت‌آمیز از پایین به بالا به سطوح بالاتری از دموکراسی و ثبات دموکراتیک نسبت به دموکراسی‌سازی برانگیخته شده توسط نخبگان منجر می‌شود.
سه نوع دیکتاتوری: سلطنتی، غیرنظامی و نظامی در نتیجه اهداف فردی خود رویکردهای متفاوتی نسبت به دموکراتیزه شدن دارند. دیکتاتوری‌های سلطنتی و غیرنظامی به دنبال حفظ قدرت به‌طور نامحدود از طریق حکومت ارثی در مورد پادشاهان یا از طریق سرکوب در مورد دیکتاتورهای غیرنظامی هستند. یک دیکتاتوری نظامی قدرت را به دست می‌گیرد تا به عنوان یک دولت موقت عمل کند تا جایگزین آن چیزی شود که آنها یک دولت غیرنظامی معیوب می‌دانند. دیکتاتوری‌های نظامی بیشتر به دموکراسی تبدیل می‌شوند، زیرا در آغاز، قرار است راه‌حل‌های بینا شکافی ایجاد در ساختار قدرت باشند در حالی که یک دولت قابل قبول جدید شکل می‌گیرد.
تحقیقات نشان می‌دهد که خطر درگیری داخلی، رژیم‌ها را به دادن امتیازات دموکراتیک تشویق می‌کند. مطالعه‌ای در سال ۲۰۱۶ میلادی نشان داد که شورش‌های ناشی از خشکسالی در جنوب صحرای آفریقا، نظام‌های سیاسی را که از ترس درگیری می‌ترسند، به سمت دادن امتیازات دموکراتیک سوق داد.

### امواج مردم‌سالاری

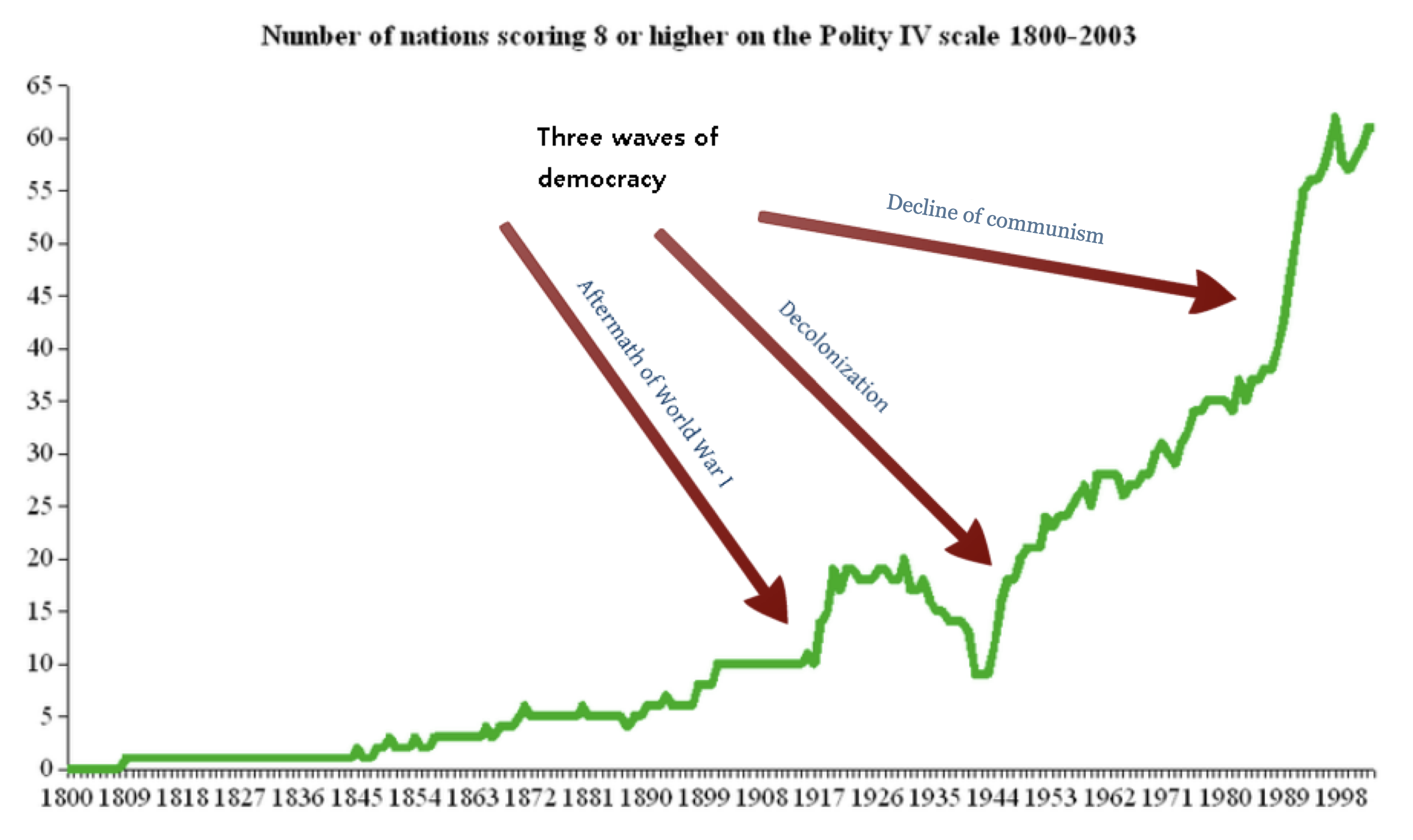
سه موج مردم‌سالاری که توسط ساموئل پی هانتینگتون شناسایی شد. اولین موج به دلیل پیامدهای جنگ‌جهانی اول بود، دومین به دلیل استعمارزدایی و سومین به دلیل سقوط کمونیسم

موج دموکراسی به موج عظیم ظهور دموکراسی در تاریخ اشاره دارد. به گفته سوا گونیتسکی، این امواج ناشی از «تغییرهای ناگهانی در توزیع قدرت در میان کشورهای پیشرو، انگیزه‌های منحصر به فرد و قدرتمندی برای اصلاحات گسترده داخلی ایجاد می‌کند.» سوا گونیتسکی (Seva Gunitsky) به ۱۳ موج از قرن هجدهم میلادی تا بهار عربی (۲۰۱۱–۲۰۱۲) اشاره کرده‌است.
ساموئل پی هانتینگتون سه موج از دموکراتیزه شدن را که در تاریخ رخ داده‌است تعریف کرد. اولین مورد دموکراسی را در قرن نوزدهم به اروپای غربی و آمریکای شمالی آورد. پس از آن در دوره میان‌دوجنگ، دیکتاتوری‌ها ظهور کردند. موج دوم پس از جنگ جهانی دوم آغاز شد، اما بین سال‌های ۱۹۶۲ میلادی و اواسط دهه ۱۹۷۰ میلادی از بین رفت. آخرین موج از سال ۱۹۷۴ آغاز شد و هنوز ادامه دارد. دموکراتیزاسیون آمریکای لاتین و بلوک شرق سابق بخشی از این موج سوم است.
نمونه ای از منطقه ای که از هر سه موج دموکراسی خواهی گذشت، خاورمیانه است. در قرن پانزدهم میلادی، خاورمیانه بخشی از امپراتوری عثمانی بود. در قرن نوزدهم، «زمانی که امپراتوری عثمانی سرانجام در اواخر جنگ جهانی اول فروپاشید، ارتش‌های غربی سرانجام وارد منطقه شدند و منطقه را اشغال کردند». این اقدام هم برای توسعه اروپا و هم دولت‌سازی به منظور دموکراتیک کردن منطقه بود. با این حال، آنچه پوسنی (Posusney) و آنگریست (Angrist) استدلال می‌کنند این است که «شکاف‌های قومی [...] همانهایی هستند که تلاش ایالات متحده برای دموکراتیک کردن عراق را پیچیده می‌کنند». این پرسش‌های جالبی را در مورد نقش ترکیب عوامل خارجی و داخلی در فرایند دموکراسی‌سازی ایجاد می‌کند. بعلاوه، ادوارد سعید (Edward Said)، ادراک عمدتاً غربی از «ناسازگاری ذاتی ارزش‌های دموکراتیک و اسلام» را «خاورگرا» می‌داند. علاوه بر این، او بیان می‌کند که «خاورمیانه و شمال آفریقا فاقد پیش نیازهای دموکراتیک شدن هستند».

### اتحاد و شکاف طبقاتی
بارینگتون مور جونیور (.Barrington Moore Jr)، دانشمند علوم سیاسی دانشگاه هاروارد، در کتاب تأثیرگذار «ریشه‌های اجتماعی دیکتاتوری و دموکراسی (Social Origins of Dictatorship and Democracy)» خود، استدلال می‌کند که توزیع قدرت در بین طبقات (دهقانان، بورژواها و اشراف صاحب زمین) و ماهیت اتحاد بین این طبقات تعیین کرد که آیا انقلاب‌های دموکراتیک، استبدادی یا انقلاب‌های کمونیستی رخ دهند یا خیر. مطالعه‌ای در سال ۲۰۲۰ میلادی دموکراسی‌سازی را با مکانیزه کردن کشاورزی مرتبط می‌داند: از آنجایی که نخبگان زمین‌دار کمتر به سرکوب کارگران کشاورزی وابسته شدند، دشمنی آنها با دموکراسی کمتر شد.
به گفته دانشمند علوم سیاسی دیوید استاساوج (David Stasavage)، مردم‌سالاری نیابتی «به احتمال زیاد زمانی رخ می‌دهد که یک جامعه در چندین شکاف سیاسی تقسیم شود.» مطالعه‌ای در سال ۲۰۲۱ میلادی نشان داد که قوانین اساسی که از طریق کثرت‌گرایی (منعکس کننده بخش‌های متمایز جامعه) پدیدار می‌شوند، احتمالاً لیبرال دموکراسی را (حداقل در کوتاه‌مدت) القا می‌کنند.
تعداد بسیار زیادی از محققان و متفکران سیاسی طبقه متوسط بزرگ را به ظهور و تداوم دموکراسی مرتبط می‌دانند، تعدادی نیز این رابطه را به چالش می‌کشند.

### نیاز حاکمان به مالیات
رابرت بیتس(Robert Bates) و دونالد لین (Donald Lien)، و همچنین دیوید استاسوج(David Stasavage)، استدلال کرده‌اند که نیاز حاکمان به مالیات، به نخبگان صاحب دارایی قدرت چانه‌زنی می‌دهد تا در مورد سیاست‌های عمومی اظهار نظر کنند و در نتیجه باعث ایجاد نهادهای دموکراتیک شوند.شارل دو مونتسکیو استدلال می‌کرد که تحرک بازرگانی به این معنی است که حاکمان باید با بازرگانان چانه بزنند تا از آنها مالیات بگیرند، در غیر این صورت آنها کشور را رهبری می‌کردند یا فعالیت‌های تجاری خود را پنهان می‌کردند. استاسوج استدلال می‌کند که کوچک بودن و عقب ماندگی دولت‌های اروپایی، و همچنین ضعف حاکمان اروپایی، پس از سقوط امپراتوری روم به این معنی بود که حاکمان اروپایی باید رضایت مردم خود را برای حکومت مؤثر جلب می‌کردند.
به گفته کلارک، گلدر و گلدر، کاربرد مدل خروج، صدا و وفاداری (exit, voice, and loyalty model) آلبرت هرشمن یعنی اگر افراد راه‌های خروجی (خروج از مکان زندگی) محتملی داشته‌باشند، آن وقت است که احتمال دموکرازیسیون دولت وجود دارد. جیمز سی. اسکات (James C. Scott) استدلال می‌کند که ممکن است دولت‌ها برای ادعای حاکمیت بر جمعیتی که دایماً در حال حرکت هستند، مشکل پیدا کنند. اسکات علاوه بر این استدلال می‌کند که خروج ممکن است صرفاً شامل خروج فیزیکی از قلمرو یک دولت اجباری نباشد، بلکه می‌تواند شامل تعدادی پاسخ‌های تطبیقی به اجبار باشد که ادعای حاکمیت بر جمعیت را برای دولت‌ها دشوارتر می‌کند. این پاسخ‌ها می‌تواند شامل کاشت محصولاتی باشد که شمارش آن‌ها برای ایالت‌ها دشوارتر است، یا مراقبت از دام‌هایی که تحرک بیشتری دارند. در واقع، کل آرایش سیاسی یک دولت نتیجه سازگاری افراد با محیط، و انتخاب برای ماندن یا عدم ماندن در یک قلمرو است. اگر مردم آزادانه حرکت کنند، آنگاه مدل «خروج، صدا و وفاداری» پیش‌بینی می‌کند که یک ایالت باید نماینده آن جمعیت باشد و از جمعیت مماشات کند تا از خروج آن‌ها جلوگیری کند. اگر افراد گزینه‌های خروج قابل قبولی داشته باشند، بهتر می‌توانند از طریق تهدید به خروج، رفتار خودسرانه دولت را محدود کنند.

### ترویج، نفوذ و مداخله خارجیان
اتحادیه اروپا به گسترش دموکراسی کمک کرده‌است، به ویژه با تشویق اصلاحات دموکراتیک در کشورهای مشتاق عضو. توماس ریسه در سال ۲۰۰۹ میلادی نوشت: «در ادبیات اروپای شرقی اتفاق نظر وجود دارد که چشم‌انداز عضویت در اتحادیه اروپا تأثیرات لنگرگاه مانند بزرگی برای دموکراسی‌های جدید داشته‌است.»
استیون لویتسکی و لوکان وی استدلال کرده‌اند که روابط نزدیک با جهان غرب احتمال دموکراسی‌سازی را پس از پایان جنگ سرد افزایش می‌دهد، در حالی که کشورهایی که روابط ضعیفی با غرب دارند، نظام‌های استبدادی رقابتی را اتخاذ کردند.
مطالعه‌ای در سال ۲۰۰۲ میلادی نشان داد که عضویت در سازمان‌های سیاسی منطقه‌ای (regional organizations) «با گذار به دموکراسی در طول دوره ۱۹۵۰ میلادی تا ۱۹۹۲ میلادی مرتبط است.»
مطالعه‌ای در سال ۲۰۰۴ میلادی هیچ مدرکی مبنی بر اینکه کمک‌های خارجی به دموکراتیزه شدن منجر شده‌است، پیدا نکرد.
دموکراسی‌ها اغلب با مداخله نظامی تحمیل شده‌اند، برای مثال در ژاپن و آلمان پس از جنگ جهانی دوم. در موارد دیگر، استعمارزدایی گاهی اوقات استقرار دموکراسی‌هایی را تسهیل می‌کرد که به زودی با رژیم‌های استبدادی جایگزین شدند. به عنوان مثال، سوریه پس از کسب استقلال از کنترل اجباری فرانسه در آغاز جنگ سرد، نتوانست دموکراسی خود را تحکیم کند، بنابراین در نهایت فروپاشید و نظام بعثی جایگزین آن شد.
رابرت دال در کتاب «دربارهٔ دموکراسی» استدلال کرد که مداخلات خارجی به شکست‌های دموکراتیک کمک می‌کند و به مداخلات شوروی در اروپای مرکزی و شرقی و مداخلات ایالات متحده در آمریکای لاتین اشاره کرد. با این حال، مشروعیت زدایی از امپراتوری‌ها به ظهور دموکراسی کمک کرد زیرا مستعمرات سابق استقلال پیدا کردند و دموکراسی را اجرا کردند.

### حوزه‌های انتخابیه درهم
مانکور اولسون این نظریه را مطرح می‌کند که فرایند دموکراسی‌سازی زمانی اتفاق می‌افتد که نخبگان نتوانند یک خودکامگی را بازسازی کنند. اولسون پیشنهاد می‌کند که این زمانی اتفاق می‌افتد که حوزه‌ها یا گروه‌های هویتی در یک منطقه جغرافیایی مخلوط شوند. او تأکید می‌کند که این حوزه‌های جغرافیایی مختلط نیازمند نخبگان است تا نهادهای دموکراتیک و نماینده‌ای برای کنترل منطقه، و محدود کردن قدرت گروه‌های نخبه رقیب.

### آموزش
مدت‌هاست که این نظریه مطرح شده‌است که آموزش باعث ارتقای جوامع باثبات و دموکراتیک می‌شود. تحقیقات نشان می‌دهد که آموزش منجر به تحمل بیشتر سیاسی، افزایش احتمال مشارکت سیاسی و کاهش نابرابری می‌شود. یک مطالعه نشان می‌دهد که «افزایش سطح تحصیلات باعث بهبود سطوح دموکراسی می‌شود و تأثیر دموکراتیزه کننده آموزش در کشورهای فقیر شدیدتر است».
معمولاً ادعا می‌شود که دموکراسی و دموکراتیزه شدن محرک‌های مهم گسترش آموزش ابتدایی در سراسر جهان بودند. با این حال، شواهد جدید از روند آموزش تاریخی این ادعا را به چالش می‌کشد. تجزیه و تحلیل نرخ ثبت نام تاریخی دانش آموزان برای ۱۰۹ کشور از سال ۱۸۲۰ میلادی تا ۲۰۱۰ میلادی هیچ حمایتی برای این ادعا که دموکراتیک شدن دسترسی به آموزش ابتدایی را در سراسر جهان افزایش داده‌است، پیدا نمی‌کند. درست است که گذار به دموکراسی اغلب با تسریع در گسترش آموزش ابتدایی همزمان بوده، اما همین شتاب در کشورهایی که غیردموکراتیک باقی مانده بودند نیز مشاهده شده.

### موارد تاریخی

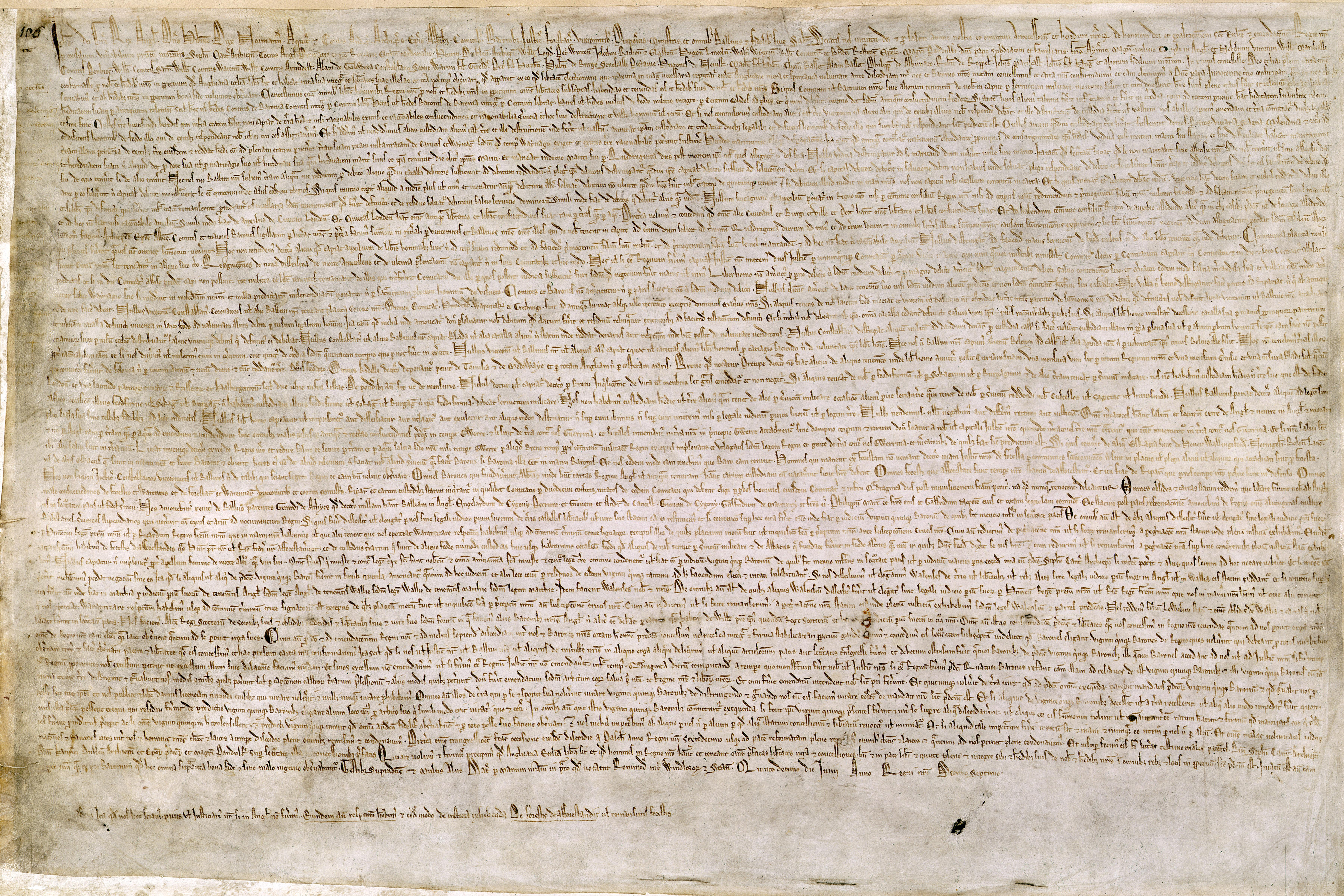
مگنا کارتا در کتابخانه بریتانیا. این سند به عنوان «علت اصلی دموکراسی در انگلستان» توصیف شده.